# شاين ماكغريغور
شاين ماكغريغور (بالإنجليزية: Shane McGregor)‏ هو لاعب كرة قدم جنوب أفريقي في مركز الهجوم، ولد في 1 ديسمبر 1963 في جوهانسبرغ في جنوب أفريقيا. شارك مع منتخب جنوب أفريقيا لكرة القدم. أما مع النوادي، فقد لعب مع سوبر سبورت يونايتد ونادي كايزر تشيفز.